# Andrzej Kuchta
Andrzej Kuchta (ur. 25 października 1899 w Kowalach, zm. 17 stycznia 1973 w Wieluniu) – kapral Wojska Polskiego, kawaler Orderu Virtuti Militari.

## Życiorys
Urodził się 25 października 1899 w Kowalach w rodzinie Tomasza i Antoniny z Nogów.
Uczestnik wojny polsko–ukraińskiej i wojny polsko–bolszewickiej. Żołnierz ochotnik w 27 pułku piechoty w Częstochowie. Po zakończeniu służby w wojsku pracował jako krawiec w Praszce. Zmarł 17 stycznia 1973 w Wieluniu.

## Ordery i odznaczenia
- Krzyż Srebrny Orderu Virtuti Militari nr 1462[1][2]
- Krzyż Niepodległości
- Odznaka pamiątkowa „Rozbrojenie i wypędzenie Niemców”
- Odznaka pamiątkowa „Orlęta”
- Odznaka pamiątkowa „Styr-Horyń-Słucz”